# Anatolische hiërogliefen
De Anatolische hiërogliefen of Luwische hiërogliefen, vroeger Hettitische hiërogliefen of Hiërogliefenhettitisch genoemd, vormen een logografisch schrift van ongeveer 500 tekens dat gevonden is in Anatolië en Noord-Syrië en in de oudheid gebruikt werd in het Hettitische rijk en de Neo-Hettitische vorstendommen voor het schrijven van de Luwische taal. Het schrift is in 1870 ontdekt en kort geleden ontcijferd. De meeste inscripties in dit schrift zijn afkomstig van optekeningen op monumenten. Deze hiërogliefen lijken niet aan de Egyptische of Kretenzische hiërogliefen verwant te zijn en worden als een lokale inventie gezien. Ze stellen gemakkelijk herkenbare tekeningetjes voor, zoals dieren of menselijke ledematen, of anders zijn het eenvoudige geometrische figuren.
De oudste gevonden tekens dateren uit de 17e eeuw v.Chr. en worden gebruikt voor administratieve en commerciële doeleinden. Het is niet zeker of de tekens in deze fase daadwerkelijk een taal weergeven. Pas vanaf ca. 1400 v.Chr. fungeren de tekens als volledig schrift en de eerste lange inscripties op steen dateren uit de 2e helft van de 13e eeuw. Vanaf deze tijd wordt het schrift niet meer alleen voor officiële documenten gebruikt, en verschijnen grammaticale partikels, die het mogelijk maken de taal te identificeren waarin de teksten geschreven zijn. Na de val van het Hettitische rijk (ca. 1180 v.Chr.) blijven de Anatolische hiërogliefen in gebruik in Neo-Hettitische stadstaten zoals Karkemish in Syrië, tot het schrift rond de 7e eeuw verdrongen wordt door alfabetische schriften. Tweetalige inscripties Luwisch-Fenicisch zijn aangetroffen in Karatepe.
Het schrift bestaat uit logografische en een beperkt aantal fonetische tekens. De fonetische tekens geven lettergrepen weer, in tegenstelling tot de Egyptische hiërogliefen, waar fonetische tekens medeklinkers weergeven. Woorden kunnen logografisch, fonetisch of gemengd (met logografische en fonetische tekens) geschreven worden, en kunnen voorafgegaan worden door determinatieven.